# La esposa comprada
La esposa comprada es un western estadounidense de 1974 dirigido por Jan Troell y protagonizado por Gene Hackman y Liv Ullmann.

## Sinopsis
Zandy Allan, un curtido granjero acostumbrado a la vida rural y apartada, solicita una novia por correo. A su petición responde Hannah Lund, a la que convierte en su esposa. Zandy, por supuesto no está nada conforme con la que se convierte en su mujer, no es ni la mitad de lo que esperaba y la actitud testaruda y reticente de Hannah no lo alegra. Al principio la trata como una posesión, sin respeto ni la humanidad que merece, hasta que una terrible experiencia compartida les anima a luchar juntos y desarrollar en ellos un amor creciente. Zandy y Hannah viven una auténtica pasión que les hace vivir un amo que supera las primeras expectativas, pero juntos, una vez más tendrán que superar retorcidas dificultades cuando Ma, la antigua novia de Zandy,  hace su aparición para romper la relación de la pareja.

## Reparto
- Gene Hackman como Zandy Allan.
- Liv Ullmann como Hannah Lund.
- Eileen Heckart como Ma Allan.
- Susan Tyrrell como Maria Cordova.
- Harry Dean Stanton como Songer.
- Joe Santos como Frank Gallo.
- Frank Cady como Pa Allan.
- Sam Bottoms como Mel Allan.
- Bob Simpson como Bill Pincus.
- Vivian Gordon
- Fabian Gregory Cordova

## Producción
El director Jan Troell relató: «El primer problema que tuve en la película fue que no se me permitía manejar la cámara [debido a las normas sindicales de los Estados Unidos]. Para mí eso supone una gran diferencia porque me siento muy incómodo estando sentado junto a la cámara. Por lo demás, pensé que era una experiencia muy útil».